# Parque de la Independencia (Jerusalén)
Parque de la Independencia (en hebreo: גן העצמאות, Gan HaAtzma'ut) es un parque municipal delimitado por la calle Agron, la calle Rey Jorge, la calle Hillel, y la calle Menashe Ben Yisrael en el centro de Jerusalén, en Israel. Se encuentra al lado del cementerio de Mamilla, y es el segundo parque más grande de esa ciudad. Durante el período del Mandato británico el parque era un terreno vacío. Después de la guerra de Independencia de Israel, cayó bajo control israelí, y el parque fue establecido en 1959.